# West Nile-feber

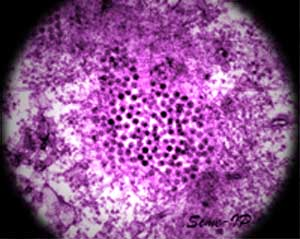
Mikroskopbild av West Nile-virus.

West Nile-feber eller West Nile fever (efter engelskans West Nile = västra Nilen och fever = feber), på svenska numera även kallad nilfeber, är en infektionssjukdom som orsakas av West Nile-viruset som ingår i släktet Flavivirus i familjen Flaviviridae. Fåglar är den naturliga värden och viruset sprids mellan fåglar via myggor, vanligtvis myggor inom släktet Culex. Patienter uppvisar vanligtvis inga symtom men i vissa fall leder sjukdomen till hjärninflammation eller hjärnhinneinflammation vilket kan ha dödlig utgång. Viruspartikeln består av en enkelsträngad RNA molekyl omgiven av en kapsid som i sin tur är omgiven av ett lipidmembran.
West Nile-feber förekommer i Afrika, Europa, Asien, Australien och Nordamerika. Idag finns inga vaccin mot sjukdomen och det bästa sättet att begränsa sjukdomens spridning är att bekämpa myggorna som bär på viruset. Flyttande fåglar anses vara virusets primära sätt att sprida sig till nya områden.

## Symtom
Efter det att en person har blivit biten av en smittad mygga har sjukdomen en inkubationstid om 2-14 dagar. Vanligtvis uppvisar en person infekterad med West Nile-virus få, eller inga symtom, men i de fall då virusinfektionen ger upphov till symtom får patienten vanligtvis hög feber (>39 grader), huvudvärk och muskelsmärtor, symtom som varar i ca 1 vecka. Andra, mer ovanliga symtom innefattar utslag och svullna lymfknutor. I de allvarligaste fallen leder infektionen till hjärninflammation eller hjärnhinneinflammation, vilka kan ha dödlig utgång. Dödligheten för de allvarliga symtomen ligger mellan 4 och 14 % och är högre för äldre än för yngre personer. Många patienter uppvisar också långvarig trötthet efter det att sjukdomen har gått över

## Virologi
West Nile-viruset tillhör familjen Flaviviridae, där den ingår i släktet Flavivirus tillsammans med ca 80 andra virus. Andra kända sjukdomar orsakade av virus inom släktet Flavivirus är TBE (fästingburen encefalit), denguefeber och gula febern. Zikaviruset tillhör även släktet Flavivirus. Virusets genom består av en enkelsträngad RNA molekyl med ca 11 000 nukleotider. I och med att arvsmassan är så kallat positive sensed så fungerar den som mRNA i den infekterade cellen. Virusets arvsmassa är inkapslad i en kapsid som i sin tur är omgiven av ett lipidmembran stulet från den tidigare värdcellen. Genetiska analyser av arvsmassan från olika West Nile-virus visar på förekomsten av två tydliga varianter: variant 1 som är spridd över hela världen, och variant 2 som endast finns i Afrika.

## Sjukdom hos fåglar

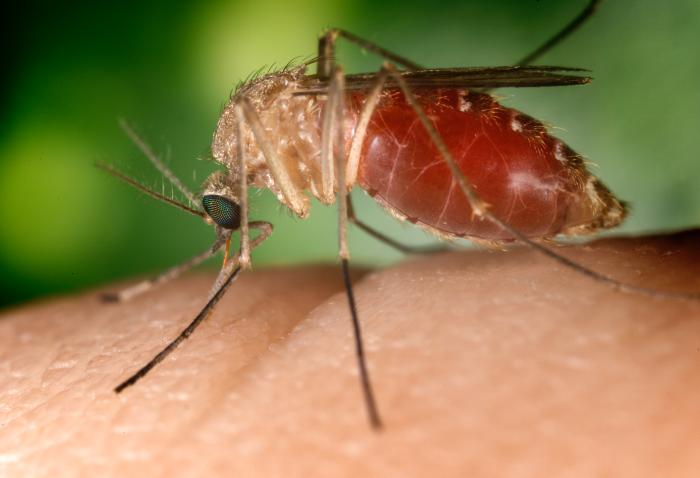
Mygga ur släktet Culex.

West Nile-feber är en epizootisk sjukdom hos fåglar och starkt beroende på förekomsten av myggor som vektorer.  Vilken typ av stickmygga som sprider viruset varierar beroende på var i världen viruset befinner sig, men det är primärt myggor som specialiserat sig på fåglar som födokälla, och då vanligtvis myggor av släktet Culex, som utgör vektorerna. Dessa myggor föredrar i sin tur fåglar från ordningen Passeriformes, tättingar.
Infekterade fåglar utvecklar tillräckliga mängder av viruset i blodet för att i sin tur nästa mygga som suger dess blod infekteras. Fåglar fungerar därmed som en förstärkande värd för viruset där det i fågelns blodomlopp kan öka i koncentration. Inkubationstiden hos fåglar är 3-5 dagar och symtomen varierande. Länge var West Nile-virus endast påträffat i den gamla världen, men i början av 1999 dök viruset upp i Nordamerika i New York. Från detta område spreds viruset snabbt över kontinenten, en spridning som också karaktäriserades av många dödsfall hos inhemska fågelarter. Värst drabbade var kråkfåglar (familjen Corvidae) och trastar (familjen Turdidae). Av de fåglar som undersökts utvecklar nordamerikanska kråkfåglar högst viremi (koncentration virus i blodet) 3-4 dagar efter att de blivit infekterade, vilket leder till en dödlighet på 75-100 % dag 5.

## Spridning
I och med att fåglar är virusets naturliga hemvist kan man misstänka att viruset kan förflyttas geografiskt med hjälp av flyttande fåglar och på så sätt spridas till nya områden. I tempererade områden infaller oftast nya utbrott av West Nile-virus på våren, en period då flyttfåglarna återkommer från övervintringsområdena och samtidigt som mängden myggor i naturen ökar. De utbrott som drabbar människor sker främst i närhet till våtmarker där stora mängder fåglar kommer i kontakt med stora mängder stickmyggor. Trastar experimentellt infekterade med West Nile-virus visade flyttbeteende innan, under och efter perioden av infektiös viremi , vilket kan tolkas som att en spridning via flyttfåglar är möjlig så länge fågelns sjukdomstillstånd inte påverkar flyttbeteendet.
Alternativa vägar för viruset att ta sig till nya områden är genom import och export av fåglar. Detta kan vara handel med tamfåglar eller exotiska fåglar till djurparker och djuraffärer, men även illegal handel. Även människor, hästar och andra däggdjur är mottagliga för viruset och kan potentiellt medverka till dess spridning indirekt. Ett infekterat djur som transporteras till en ny del av världen kan där bli stucken av inhemska myggor som i sin tur kan föra viruset vidare.
Vertikal spridning har dokumenterats hos arter av Culex-myggor där honor fört viruset vidare till sin avkomma genom äggen. Viruset har även återfunnits hos övervintrande honmyggor, vilket kan vara ett sätt för viruset att återetablera sig i tempererade områden.
Däggdjur utvecklar inte samma grad av viremi som fåglar och kan oftast inte föra viruset vidare till nästa mygga. För viruset blir denna värd en evolutionär återvändgränd och det kan ej spridas vidare. 

## Epidemiologi

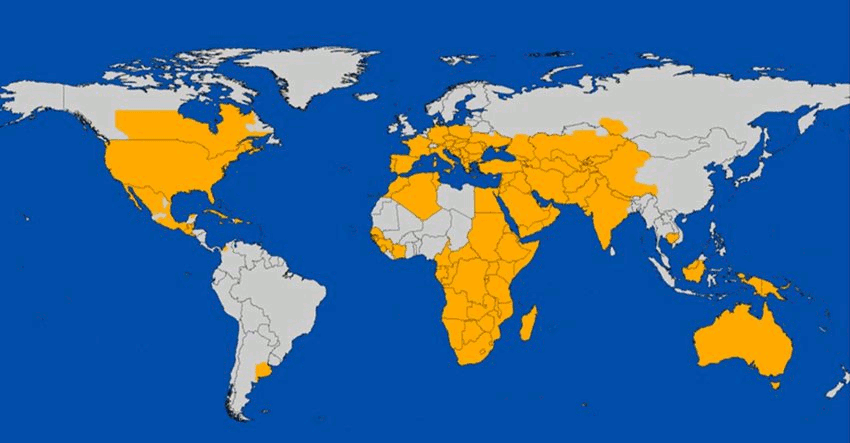
Global utbredning av West Nile viruset. (2006)

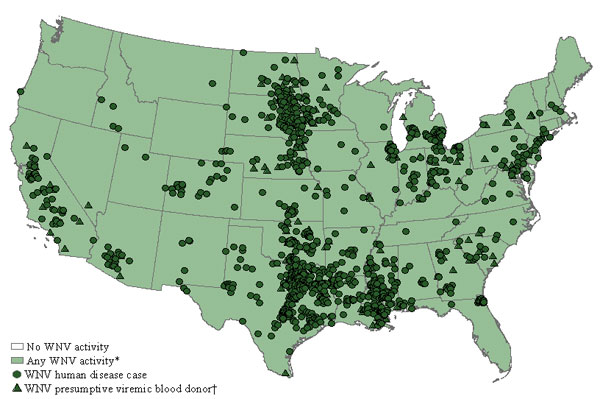
Fall av West Nile viruset i USA från 2012.

West Nile-viruset förekommer naturligt i Afrika, Europa, Asien och Australien och är där begränsat till områden med temperatur och fuktighet som de virusbärande myggorna är beroende av. I augusti 1999 bröt viruset ut i New York (USA) då 59 personer identifierades som smittade. Mer än hälften av de smittade drabbades av hjärnhinneinflammation och 7 personer avled. Samtidigt rapporterades ett stort antal döda fåglar i området och både amerikanska kråkor (Corvus brachyrhynchos) samt exotiska fåglar på ett lokalt zoo identifierades som smittade med West Nile-viruset. Huruvida fåglarna introducerade viruset till USA eller om det skedde via en annan källa är ännu okänt.
Viruset har idag rapporterats i 48 av USA:s stater men förekommer främst i den södra delen (Texas, Kalifornien, Louisiana). År 2012 bekräftades över 5000 fall av West Nile-feber i USA och mer än 200 dödsfall, vilket är det högsta antalet sedan 2003. Andra kända utbrott innefattar Rumänien (1996 till 1997), Israel (2000) och Grekland (2010). 

### West Nile-feber i Sverige
West Nile-feber finns idag inte etablerat i Sverige. I Sverige finns naturligt förekommande populationer av Culex pipiens och Coquillettidia richiardii som i andra länder anses vara viktiga vektorer för West Nile virus. Fjorton andra inhemska arter av stickmyggor existerar i Sverige som anses vara eller är bevisade vektorer för viruset.

## Behandling och förhindrande av spridning

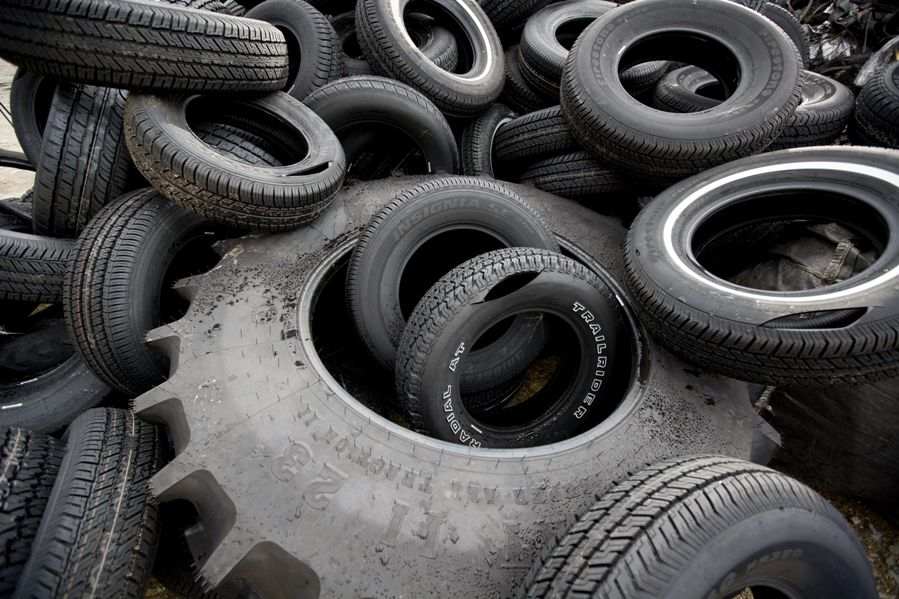
Stillastående vatten i däck fungerar som en utmärkt plats för stickmyggorna att lägga sina ägg.

Idag finns inget tillgängligt vaccin för människor mot West Nile-virus men flera varianter är under utveckling. Den stora utbredningen av sjukdomen samt att den kan fortleva i fåglar gör dock att en fullskalig vaccination troligtvis inte kommer att vara kostnadseffektiv. För behandling av infekterade patienter finns ett antal antivirala medel som minskar virusets kapacitet att reproducera sig i värden. En bättre metod för att minska sjukdomens utbredning är att angripa virusets vektor: myggorna. Enklare åtgärder innefattar ändringar av den fysiska miljön, som exempelvis att ta bort stillastående vattenkällor nära bostäder, men även mer avancerad bekämpning som besprutning av myggornas habitat med insektsmedel kan drastiskt minska mängden myggor och därmed spridningen av viruset.